# Haetera neglecta
Haetera neglecta är en fjärilsart som beskrevs av Brown 1942. Haetera neglecta ingår i släktet Haetera och familjen praktfjärilar. Inga underarter finns listade i Catalogue of Life.